# Aire de conservation de Kanchenjunga
L'aire de conservation de Kanchenjunga (कञ्चनजङ्घा संरक्षण क्षेत्र en népalais) est une aire protégée d'Himalaya dans l'est du Népal. Créée en 1997, elle couvre 2 035 km2 du district de Taplejung et comprend les deux sommets du Kangchenjunga. Au nord, l'aire de conservation jouxte la réserve naturelle du Qomolangma au Tibet et à l'est le parc national de Khangchendzonga en Inde. À l'ouest, il borde le district de Sankhuwasabha. L'altitude varie de 1 200 à 8 586 mètres. Il fait partie du paysage sacré de l'Himalaya, développé par le WWF au Népal en partenariat avec le Centre international de développement intégré de la montagne.

## Historique
L'aire de conservation de Kanchenjunga a été créée en mars 1997. Il s'agit de la troisième aire de conservation du Népal. En avril 2003, un conseil de gestion de l'aire de conservation de Kanchenjunga est formé avec le soutien du WWF Népal. Cette institution communautaire soutient la mise en œuvre efficace de toutes les activités programmées. En août 2006, le gouvernement du Népal confie la gestion de la zone de conservation de Kanchenjunga au Conseil de gestion.

## Flore
Le paysage de l'aire de conservation de Kanchenjunga comprend des terres cultivées, des forêts, des pâturages, des rivières, des lacs de haute altitude et des glaciers.

## Faune
Les espèces de mammifères comprennent la Panthère des neiges, l'Ours noir asiatique et le Petit panda. Les espèces d'oiseaux emblématiques de la région sont la Fulvetta à poitrine dorée, des tétraogalles, l'Ithagine ensanglantée et le Crave à bec rouge. La présence de la Panthère nébuleuse y est également confirmée.
En avril 2012, un Chat-léopard est observé par un piège photographique à une altitude de 4 474 m. Cet enregistrement constitue l'enregistrement le plus élevé pour ce félin connu à ce jour. Un léopard mélanique est photographié à 4 300 m d'altitude en mai 2012. Une Martre à gorge jaune a été photographiée à 4 510 m d'altitude dans l'alpage.

### Traduction
- (en) Cet article est partiellement ou en totalité issu de l’article de Wikipédia en anglais intitulé « Kanchenjunga Conservation Area » (voir la liste des auteurs).